# Anders Andersson i Öna den yngre
Anders Andersson (i riksdagen kallad Andersson i Öna), född 4 februari 1798 i Väse socken, död där 13 juni 1867, var en svensk riksdagsman i bondeståndet.
Andersson företrädde Väse, Ölme, Visnums och Nyeds härader av Värmlands län vid riksdagen 1847–1848, Väse, Ölme och Visnums härader 1853–1854 och Väse, Ölme, Visnums, Nyeds och Färnebo härader 1859–1860.
Vid riksdagen 1847–1848 var han suppleant i bankoutskottet och i förstärkta statsutskottet och ledamot i förstärkta konstitutionsutskottet. Andersson var vid riksdagen 1853–1854 suppleant i bankoutskottet, ledamot i opinionsnämnden, statsrevisorssuppleant och suppleant i konstitutionsutskottet. Han var även ledamot i bankoutskottet och suppleant i förstärkta statsutskottet. Under 1859–1860 års riksdag var han ledamot i expeditionsutskottet och i förstärkta statsutskottet samt suppleant i förstärkta allmänna besvärs- och ekonomiutskottet.
Anders Andersson var son till Anders Andersson i Öna den äldre.